# Млынок (Киевская область)
Млыно́к (укр. Млинок) — село, входит в Фастовский район Киевской области Украины.
Население по переписи 2001 года составляло 14 человек. Почтовый индекс — 08531. Телефонный код — 4565. Занимает площадь 0,55 км². Код КОАТУУ — 3224981602.

## Местный совет
08531, Киевская обл., Фастовский р-н, с. Веприк, ул. Ленина, 49; тел. 45-9-44.